# Ca la Manelica
Ca la Manelica és una obra modernista de Santa Maria de Palautordera (Vallès Oriental) protegida com a Bé Cultural d'Interès Local.

## Descripció
Es tracta d'un edifici aïllat envoltat de jardí amb planta baixa, pis i golfes. Les cobertes són de doble vessant de carener perpendicular a la façana principal acabades amb ràfec. Les parets estan arrebossades i pintades d'un color grogós. La façana principal té la porta coberta per una petita teulada a dues vessants sostinguda amb bigues de fusta i decorada amb rajoles vidrades verdes. Les obertures són de llinda plana decorades amb mosaic fet de trencadís i l'ampit inclinat recobert de rajoles verdes vidrades. El trencadís es troba disposat en els buits del pis dins d'arcs esglaonats fets d'estuc i a la línia d'imposta. A les golfes només corona la llinda d'imposta. La façana oest té les obertures molt senzilles sense decoració. Tots els elements formals i decoratius són representatius de l'arquitectura modernista, sobretot les finestres d'arc esglaonat.

## Història
Aquest edifici que es troba a l'entrada del poble constitueix un exemple de les edificacions de tipus modernistes que es feien quant a habitatges de temporada. És un xic senzilla però reflecteix aquest llenguatge que fou important en el seu temps.